# Erhard Heiden
Erhard Heiden (Weiler, 23 februari 1901 - München, april 1933) was een vroeg lid van de NSDAP en de derde bevelhebber (Reichsführer-SS) van de Schutzstaffel (SS).
Heiden sloot zich in het voorjaar van 1925 aan bij de NSDAP en in november van dat jaar bij de Sturmabteilung (SA). Heiden was een voorstander van het scheiden van de SS van zijn hoofdorganisatie de Sturmabteilung (SA) en in maart 1927 werd hij benoemd tot Reichsführer-SS om te voorkomen dat de SS werd opgeheven door de SA.
In april 1933 werd Erhard Heiden gearresteerd in opdracht van Heinrich Himmler door leden van de Sicherheitsdienst. Hij werd gedood kort na aankomst bij het hoofdkwartier van de Sicherheitsdienst in München. Zijn lichaam werd pas in september 1933 gevonden en hij werd begraven op 15 september 1933.

## Militaire carrière
- SS-Sturmbannführer: november 1925[2]
- SS-Oberführer:
- Plaatsvervangend Reichsführer-SS: 1926[2][3]
- Reichsführer-SS: 1 maart 1927 tot 6 januari 1929[2][3]

## Lidmaatschapsnummers
- DAP: (1921[2]), NSDAP-nr.: 74 (lid geworden 1925[2])
- SS-nr.: november 1925[2]

Julius Schreck (1925-1926) · Joseph Berchtold (1926-1927) · Erhard Heiden (1927-1929) · Heinrich Himmler (1929-1945) · Karl Hanke (1945)
- Gemeinsame Normdatei: 133773965
- Virtual International Authority File: 47961824